# Francisco Rivadero
Francisco Amancio Rivadero (Bell Ville; 31 de diciembre de 1947) es un exfutbolista argentino que se desempeñaba como mediocampista (volante).

## Clubes
| Club                  | País      | Año         | Partidos | Goles |
| --------------------- | --------- | ----------- | -------- | ----- |
| Belgrano              | Argentina | 1971 - 1972 | 22       | 1     |
| Racing Club           | Argentina | 1973        | 34       | 2     |
| Talleres              | Argentina | 1974 - 1975 | 37       | 2     |
| San Martín de Tucumán | Argentina | 1976        | 14       | 1     |
| LDU de Quito          | Ecuador   | 1977 - 1978 | 76       | 8     |
| TOTAL                 | TOTAL     | TOTAL       | 183      | 14    |

Fuente